# La Clusaz
La Clusaz là một xã trong tỉnh Haute-Savoie thuộc vùng Rhône-Alpes đông nam Pháp.

## Du lịch

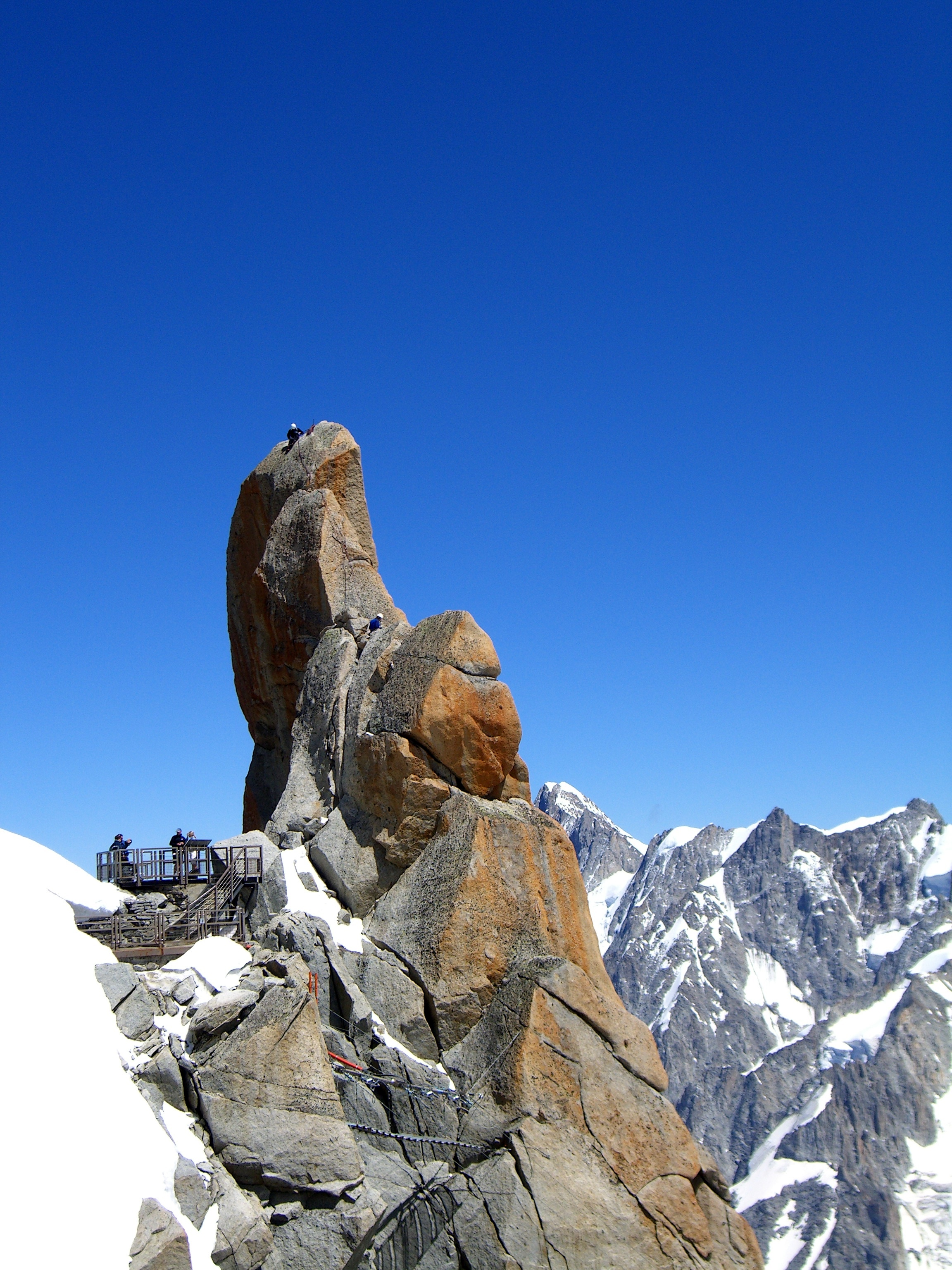
Leo núi tại La Clusaz

Thu hút du lịch chính của La Clusaz là môn ván trượt tuyết trong lúc mùa đông. Nó đã giới thiệu một số người trượt tuyết khác nhau bao gồm:
Candide Thovex,
Vincent Vittoz,
Mirabelle Thovex,
Guy Perillat,
Alain Pessey,
Sam Phelps,
Catherine Lombard,
Raphaelle Monod,
Edgar Grospiron,
Regine Cavagnoud,
Loic Collomb-Patton,
Laurent Favre
william bardsley.
Khu nghỉ mát cũng là nổi tiếng để chủ nhà các giải thi đấu dù lượn Pháp trong mùa hè.

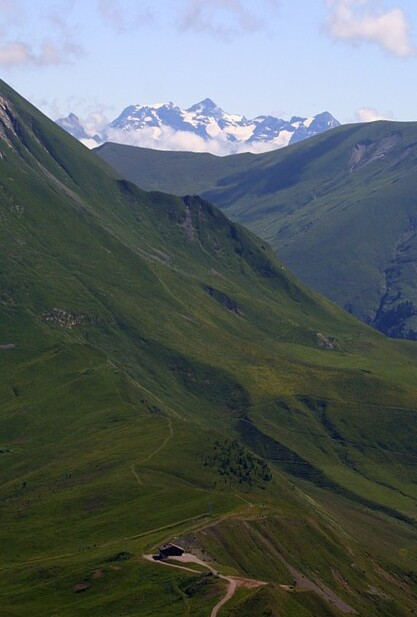
Xem từ đầu